# Девід Гантер Г'юбел
Девід Гантер Г'юбел (англ. David Hunter Hubel, *27 лютого 1926, Вінсор — 22 вересня 2013) — лауреат Нобелівської премії з фізіології і медицини 1981 року разом з Торстеном Візелом. Отримав нобелівську премію «за відкриття, що стосуються принципів переробки інформації в нейронних структурах». Написав книгу «Око, мозок, зір».

## Наукова діяльність
Девід Г'юбел та Торстен Візел використовуючи техніку реєстрації окремих одиниць (клітин нейронів) досліджували реакцію індивідуальних нейронів зоровий зони кори головного мозку. Експеримент дозволив визначити зв'язок певних нейронів зорової зони кори головного мозку із певним місцем зорового поля. Це показує, що індивідуальні нейрони зорової кори відповідають за стимули, що відображаються певною рецепторною зоною, у цьому експерименті певною зоною сітківки ока
Велика частина індивідуальних клітин зорової кори — детектори ознаки — проявляють активність при впливі на рецептори таких стимулів розташованих у певній ділянці рецепторної зони сітківки ока, як певним чином орієнтовані лінійні сегменти, товщина лінійних сегментів, конфігурація границі світлого-темного. Входом для клітин — детекторів ознаки є нейрони таламуса. Нейрони — детектори ознак, що відповідальні за, наприклад, певну орієнтацію лінійного сегмента у певній області зорового поля, є входом для комплексних нейронів. У зоровій корі можна виділити ієрархічні структури нейронів, у які об'єднані: нейрони — детектори ознак, комплексні нейрони та гіперкомплексні нейрони. Реакція на складні комплексні стимули вимагає переходу на вищий рівень нейронів зорової кори від детекторів до комплексних і далі до гіперкомплексних нейронів. Гіперкомплексні нейрони реагують на специфічні, визначені для кожного гіперкомплексного нейрона, складні фігури незалежно від їх розташування в зоровому полі.